# Tiago Calvano
Tiago Coelho Branco Calvano (Río de Janeiro, Brasil, 19 de mayo de 1981), exfutbolista brasileño. Jugaba de defensor y su último equipo fue el Penn Football Club de la USL League One de Estados Unidos.

## Carrera
Calvano es un defensa de nacionalidad italiana que disputó 13 partidos del Campeonato Brasileiro Série A con el Botafogo antes de dar el salto a Europa.

### Newcastle Jets
En mayo de 2011, se anunció que firmaba un contrato de dos años con el Newcastle Jets FC, al que se uniría para las temporadas 2011-12 y 2012-13 de la A-LeagueCalvano impresionó durante su primera temporada con los Jets. A pesar de regalar tres penaltis, se mostró muy sólido en defensa, lo que convenció al entrenador entrante, Gary Van Egmond, para mantenerlo en el once inicial. Marcó su primer gol con el Newcastle en un partido de la quinta jornada contra el Perth Glory en la temporada 2012-13 de la A-League. El Newcastle Jets despidió a Tiago el 17 de enero de 2013 por falta de minutos de juego y por un rumoreado desencuentro con su entrenador, Van Egmond.

### Sydney FC
El 17 de enero de 2013, Tiago fichó por el Sydney Football Club como sustituto por lesión de Pascal Bosschaart. Tras su fichaje por el Sydney, Tiago entró directamente en el once inicial y debutó en el 7-1 del Sydney sobre el Wellington Phoenix en el Allianz Stadium. El Sydney hizo permanente su puesto, firmando un contrato de un año con el club para la temporada 2013-14 de la A-League.

### Minnesota United
Hacia el final de su contrato, Tiago y el Sydney FC acordaron la rescisión mutua de su contrato para permitirle aceptar una oferta de contrato en los Estados Unidos con el Minnesota United FC de la extinta NASL.

### Penn Football Club
Tiago fichó por el Harrisburg City Islanders o también conocido como Penn Football Club de la USL el 23 de marzo de 2017.

## Clubes
| Club                | País           | Año       |
| ------------------- | -------------- | --------- |
| Botafogo            | Brasil         | 2001      |
| Perugia Calcio      | Italia         | 2002-2003 |
| Barcelona B         | España         | 2003-2005 |
| BSC Young Boys      | Suiza          | 2005-2008 |
| MSV Duisburgo       | Alemania       | 2008-2010 |
| Fortuna Dusseldorf  | Alemania       | 2010-2011 |
| Newcastle Jets      | Australia      | 2011-2013 |
| Sydney FC           | Australia      | 2013-2014 |
| Minnesota United FC | Estados Unidos | 2014-2016 |
| Penn FC             | Estados Unidos | 2017-2018 |